# 徳島県立阿南支援学校
徳島県立阿南支援学校（とくしまけんりつ あなんしえんがっこう）は、徳島県阿南市上大野町にある公立養護学校（特別支援学校）。

## 概要
- 那賀川に架かる持井橋を右岸へ渡り、阿南市大野地区に入る。暫くすると、右手奥の小高い丘に鮮やかな青の屋根が見えてくる。徳島県立阿南支援学校の校舎である。
- 1996年開校時から2015年現在も、大野地区の農家から蜜柑狩りの招待が続く。[1]
- 1996年開校時から2015年現在も、本校小学部と阿南市立大野小学校との交流学習が続く。
- 阿南西部公園の清掃活動を行っている。

### 沿革
- 1996年（平成8年）4月1日 - 徳島県立阿南養護学校を開校。徳島県立国府養護学校ひわさ分校が徳島県立阿南養護学校ひわさ分校に校名を改称。
- 2000年（平成12年） - 平成12年度博報児童教育振興会より博報賞を受賞。
- 2005年（平成17年）4月1日 - 2学期制を導入。
- 2006年（平成18年） - 創立10周年記念式典を挙行。
- 2010年（平成22年）4月1日 - 徳島県立阿南支援学校へ校名を変更。公式サイトのアドレスを変更。

### 校訓
- あかるく　ゆたかに　たくましく

### 設置課程
- 小学部
- 中学部
- 高等部

## ひわさ分校
徳島県立阿南支援学校ひわさ分校（とくしまけんりつ あなんしえんがっこう ひわさぶんこう）は、徳島県海部郡美波町北河内字本村360番地にある公立養護学校（特別支援学校）。

### 沿革
- 1979年（昭和54年）4月1日 - 社会福祉法人ひわさ学園内に徳島県立国府養護学校施設内分教室として設置。
- 1980年（昭和55年）4月1日 - 社会福祉法人ひわさ福祉会設立に伴い、社会福祉法人ひわさ学園よりひわさ学園を経営移管。
- 1981年（昭和56年）4月1日 - 自閉症児学級設置。
- 1990年（平成2年）
  - 3月31日 - 社会福祉法人ひわさ福祉会ひわさ学園内の徳島県立国府養護学校施設内分教室を閉鎖。
  - 4月1日 - 徳島県立国府養護学校ひわさ分校に昇格。高等部を新設。
- 1991年（平成3年）2月19日 - 新校舎落成式を挙行。
- 1993年（平成5年）4月26日 - 文部省指定平成5年度・平成6年度心身障害児交流活動地域推進研究校。
- 1996年（平成8年）4月1日 - 徳島県立阿南養護学校新設に伴い、徳島県立阿南養護学校ひわさ分校に校名を改称。
- 2005年（平成17年）4月1日 - 2学期制を導入。
- 2010年（平成22年）4月1日 - 徳島県立阿南支援学校ひわさ分校に校名を改称。公式サイトのアドレスを変更。

### 校訓
- あかるく ゆたかに たくましく

### 設置課程
- 小学部
- 中学部
- 高等部